# Tenuiactaeon ambiguus
Tenuiactaeon ambiguus är en snäckart som först beskrevs av Hutton 1885.  Tenuiactaeon ambiguus ingår i släktet Tenuiactaeon och familjen Acteonidae. Inga underarter finns listade i Catalogue of Life.